# Шибанов Іван Георгійович
Іван Георгійович Шибанов (22 жовтня 1897, село Кірса, тепер Верхньоуральського району Челябінської області, Російська Федерація — ?) — радянський діяч, секретар ЦК КП(б) Киргизії із кадрів. Депутат Фрунзенської обласної ради депутатів трудящих Киргизької РСР.

## Життєпис
З тринадцятирічного віку наймитував, потім працював електриком у місті.
З 1915 до 1917 року служив у російській армії, учасник Першої світової війни.
З жовтня 1917 року — в Червоній гвардії. З 1918 до грудня 1926 року — в Червоній армії, командир роти. Учасник громадянської війни в Росії. Член РКП(б).
З 1928 року — студент металургійного інституту.
Потім перебував на відповідальній партійній роботі.
4 грудня 1939 — 13 березня 1940 року — секретар ЦК КП(б) Киргизії із кадрів.
До серпня 1941 року працював у Сталінській області Української РСР.
З серпня 1941 року — в Червоній армії, учасник німецько-радянської війни. Служив в 942-му та 995-му окремих батальйонах зв'язку 95-го стрілецького корпусу Південного фронту, командував 942-ю окремою ротою 9-ї армії Закавказького фронту. 12 листопада 1942 року був важко поранений у праву ногу в боях біля міста Моздока. Лікувався у військових госпіталях, потім був викладачем курсів удосконалення офіцерів піхоти Уральського військового округу.
З 1945 року — інженер виробничого відділу «Півддомнремонту» в місті Дніпропетровську.
Подальша доля невідома.

## Звання
- капітан

## Нагороди
- орден Червоної Зірки (6.11.1947)
- медаль «За бойові заслуги» (3.11.1944)
- медаль «За перемогу над Німеччиною у Великій Вітчизняній війні 1941—1945 рр.» (1945)